# Dominique Perrault

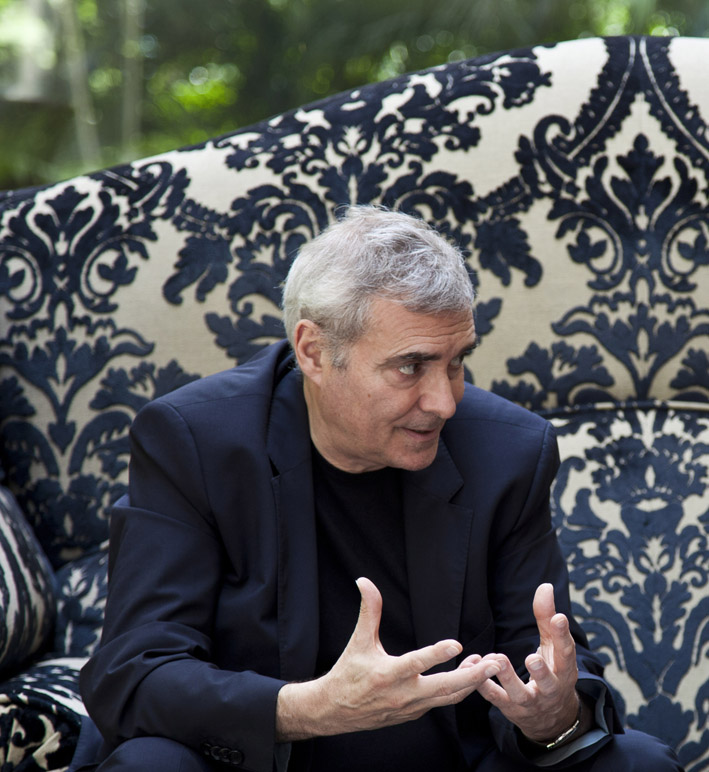
Dominique Perrault

Dominique Perrault (Clermont-Ferrand, 9 april 1953) is een Franse architect. Hij staat het meest bekend om zijn ontwerp van het nieuwe gebouw van de Bibliothèque nationale de France, waarmee hij de European Union Prize for Contemporary Architecture in 1996 heeft gewonnen. In 1978 studeerde hij af aan de École nationale supérieure des beaux-arts in Parijs. Daarnaast studeerde hij stadsplanning aan de École nationale des ponts et chaussées en geschiedenis aan de École des hautes études en sciences sociales. Tegenwoordig staat hij aan het hoofd van zijn eigen architectenbureau Dominique Perrault Architecte (DPA).

## Werk
- Tennisstadion Caja Mágica, Madrid, Spanje
- Velodrome en zwembad, Berlijn, Duitsland
- Bibliothèque nationale de France, Parijs, Frankrijk
- Berlier industrial hotel, Parijs, Frankrijk
- ESIEE gebouw, Marne-la-Vallée, Frankrijk
- ME Barcelona Hotel, Barcelona, Spanje
- Hof van Justitie (Europese Unie), Luxemburg-stad, Luxemburg